# Dolichopoda patrizii
Dolichopoda patrizii is een rechtvleugelig insect uit de familie grottensprinkhanen (Rhaphidophoridae). De wetenschappelijke naam van deze soort is voor het eerst geldig gepubliceerd in 1964 door Lucien Chopard.
1. ↑  (en) Dolichopoda patrizii op de IUCN Red List of Threatened Species.